# Izumi Patera
L'Izumi Patera è una struttura geologica della superficie di Venere.